# Verticillium dahliae
Espèce
Verticillium dahliae est une espèce de champignons ascomycètes phytopathogènes de la famille des Plectosphaerellaceae.
Ce champignon tellurique (vivant dans le sol) provoque chez ses diverses plantes hôtes des symptômes de jaunisse et de flétrissement verticillien ou verticilliose assez semblables à ceux dus à Verticillium albo-atrum.

## Synonymes
Synonymes :
- Verticillium albo-atrum var. chlamydosporale,
- Verticillium albo-atrum var. dahliae,
- Verticillium albo-atrum var. medium,
- Verticillium dahliae f. chlamydosporale,
- Verticillium dahliae f. medium,
- Verticillium ovatum,
- Verticillium tracheiphilum.